# St. Michaelis (Intschede)

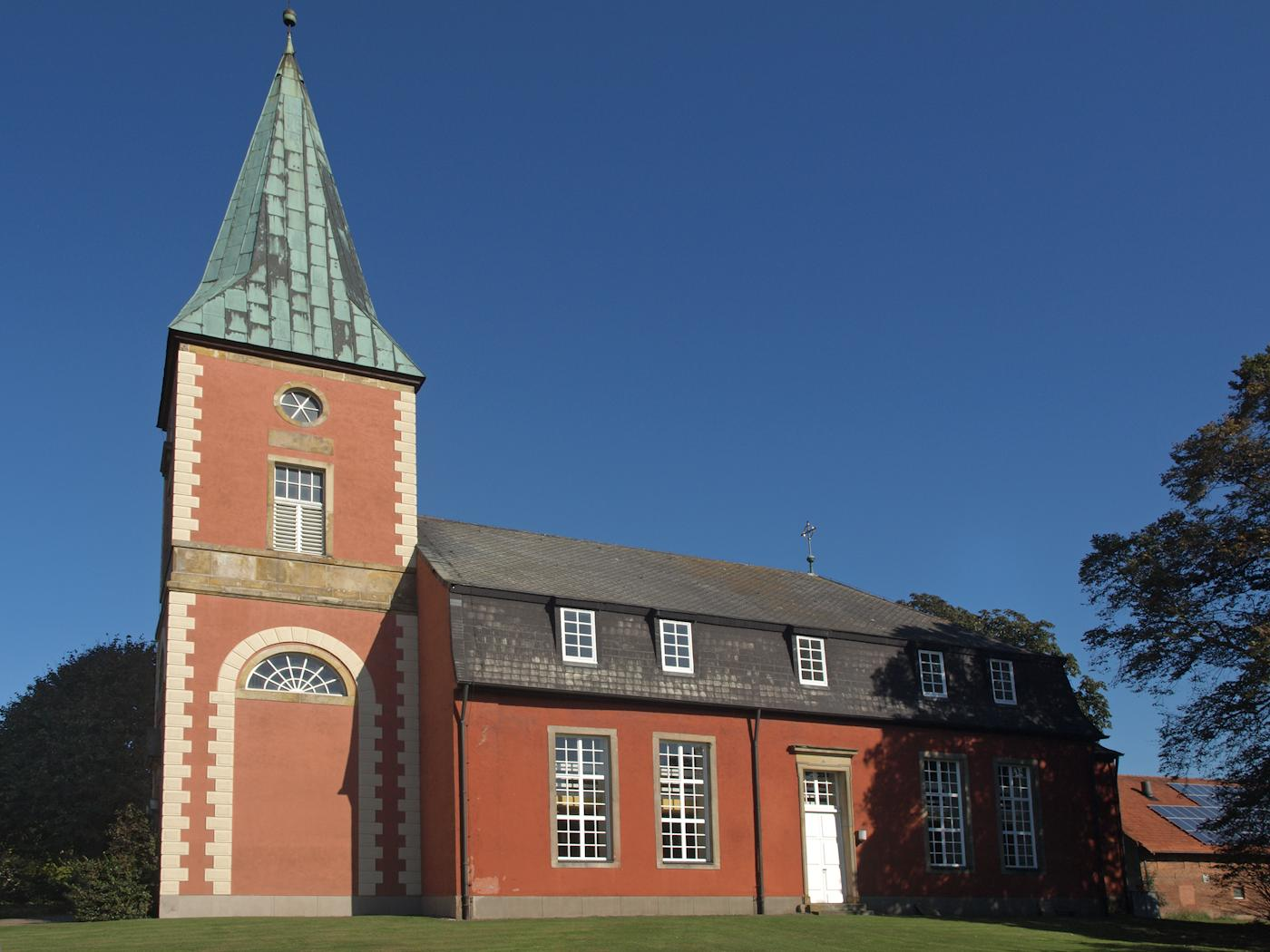
St. Michaelis in Intschede von Süden

Die evangelisch-lutherische  St.-Michaelis-Kirche in Intschede der Gemeinde Blender (Landkreis Verden) entstand in ihrer heutigen Form im Jahr 1819.

## Baugeschichte
Seit 1120 verfügte Intschede über eine selbstständige Kirche, sie war die älteste Tochterkirche der Kollegiatkirche Lunsen. Sie wurde wegen Baufälligkeit abgerissen. Dafür entstand unter Leitung des Oberlandbaumeisters Johann Friedrich Paulsen 1819 die jetzige Kirche, etwa zur gleichen Zeit wie die Nachbarkirchen in Blender und Oiste.
Von 1970 bis 1971 erfolgte eine Renovierung im Innen- und Außenbereich.

## Äußerer Bau

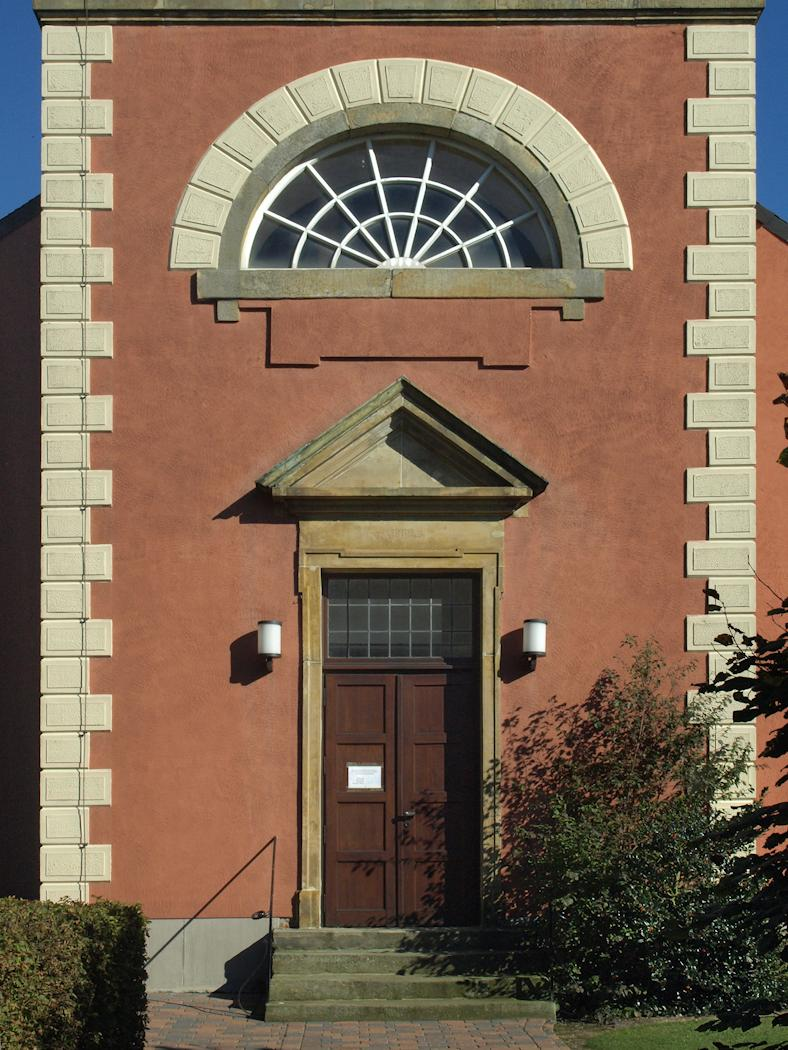
Eingangsportal im Turm

Der Bau zeigt in seinen klaren schnörkellosen Formen die typische Bauweise des Klassizismus.
Das Kirchenschiff der rechteckigen Saalkirche mit Sakristeianbau im Osten wird von einem schiefergedeckten Mansarddach abgeschlossen. In die verputzten Seitenwände sind beidseitig vier große Rechteckfenster eingelassen, in der Mitte befindet sich jeweils ein Eingangsportal. Zusätzlich wird der Innenraum durch in das Dach eingebaute Gauben belichtet.
Der Turm ist an den Kanten mit Rustikamauerwerk verziert. Das kupfergedeckte Turmdach leitet vom vierkantigen Turm zu einer achteckigen Spitze über und schließt oben mit einer Kugel und einem Kreuz ab. Über dem an der Westseite von einem Dreiecksgiebel überdachten Eingangsportal befindet sich ein großes Halbkreisfenster mit strahlenförmig angeordneten Sprossen und Rustika-Überwölbung. Zwei derartige Fenster sieht man auch an den Seitenwänden des Turms.
Glocken
Vor dem Ersten Weltkrieg hingen im Turm zwei Glocken aus dem 17. und 18. Jahrhundert. Sie mussten für die Rüstungsproduktion abgegeben werden. 1924 wurde dann eine neue Glocke angeschafft, die von der Glockengießerei Otto gegossen wurde. Sie hat den Zweiten Weltkrieg überstanden. Eine zweite kleinere Glocke, ebenfalls von Otto, folgte im Jahr 1960.
- Glocke 1 hat einen Durchmesser von 1070 mm und wiegt etwa 800 kg; ihr Schlagton ist fis'+7.
- Glocke 2 hat einen Durchmesser von 960 mm und wiegt etwa 600 kg; ihr Schlagton ist gis'+6.

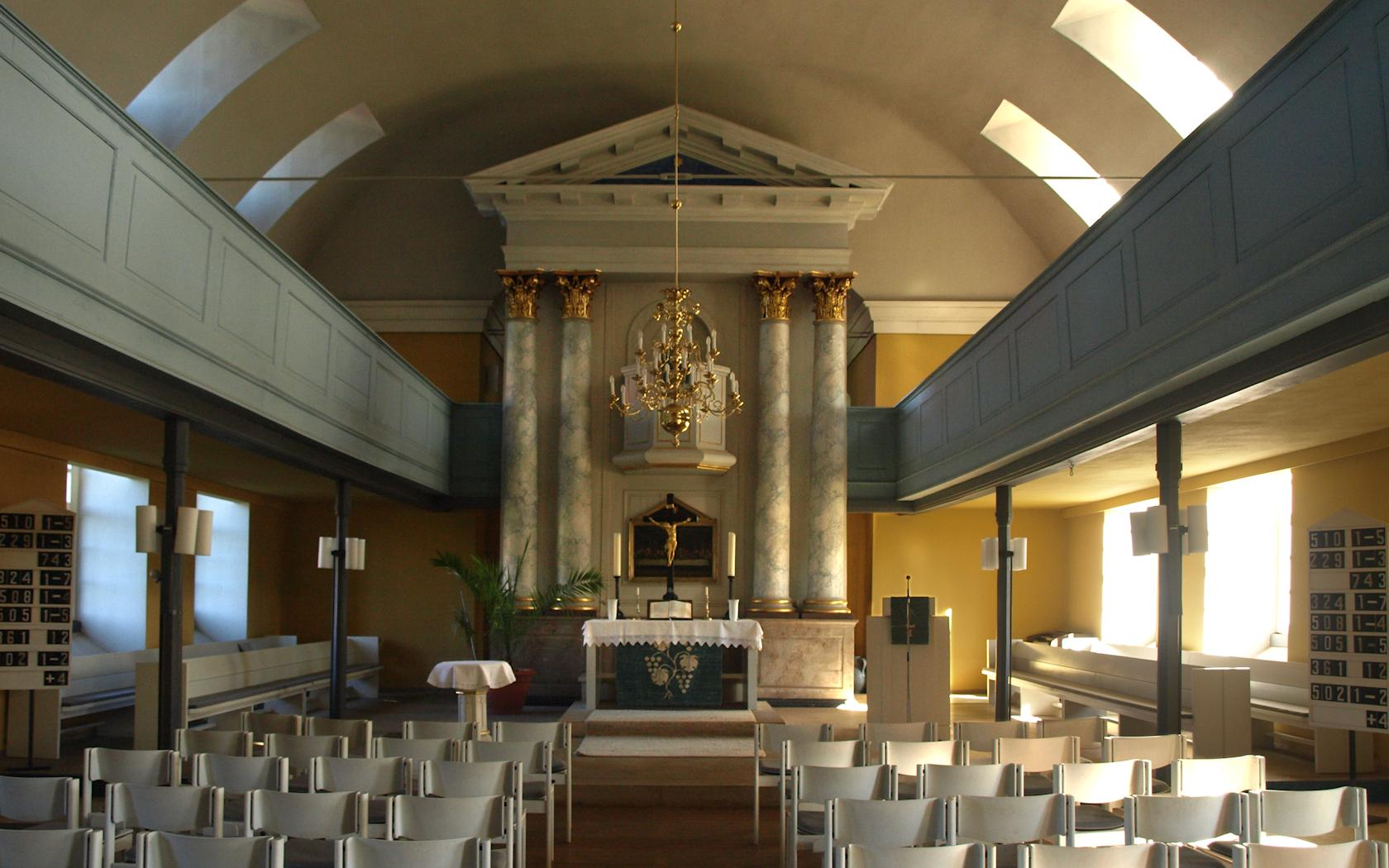
Inneres nach Osten (2011)

## Inneres
Das Innere macht dank der vielen Fenster, der hellen Ausmalung und dem weißen Mobiliar einen lichten, freundlichen Eindruck. Eine Tonnendecke, die von den Gaubenfenstern durchbrochen ist, überwölbt den Raum. Die blau gehaltene umlaufende Empore wird von schlanken Säulen gestützt. Der Boden ist mit Sandsteinplatten aus dem Solling ausgelegt.

### Kanzelaltar

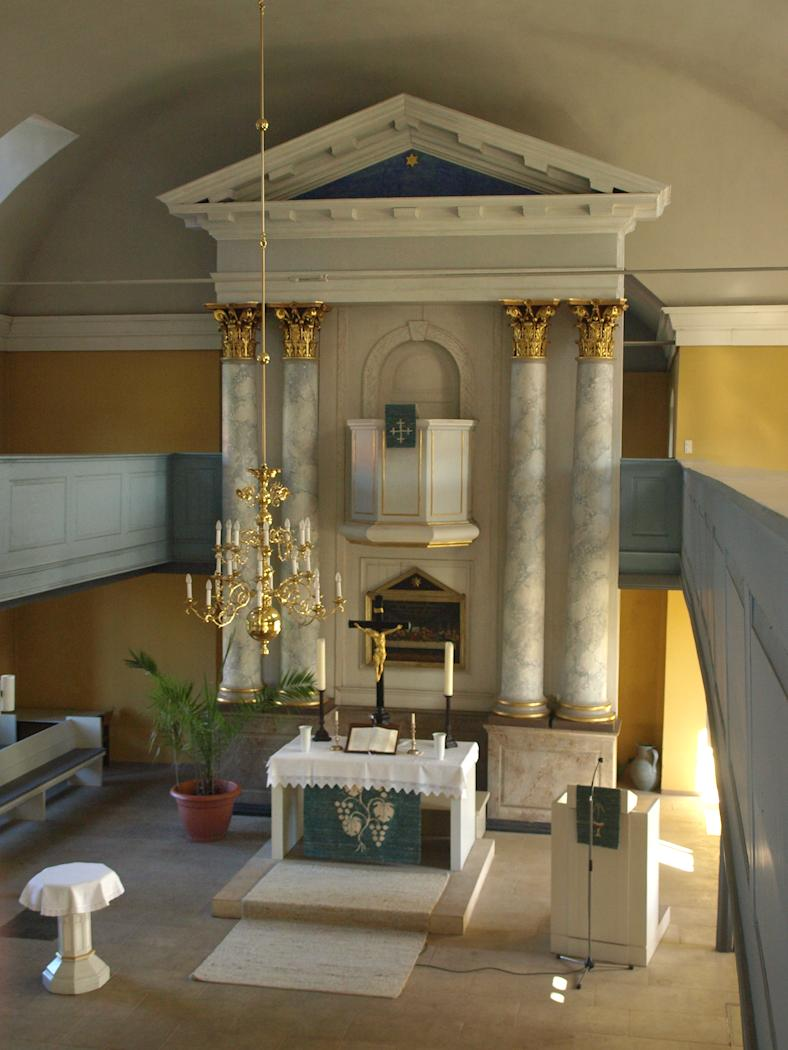
Kanzelaltar

Dominiert wird der Raum vom bis unter die Decke reichenden Kanzelaltar. Vier korinthische Säulen mit vergoldeten Basen und Kapitellen tragen einen flachen Dreiecksgiebel mit Architrav, eine deutliche Anleihe an griechisch-antike Bauformen. In der Mitte dieses Ensembles, auf Höhe der Empore, ist balkonartig die Kanzel angesetzt.
Darunter stand ursprünglich der Altar, er ist jetzt etwas in den Kirchenraum hinein verschoben. Das Altarbild ist eine Kopie des Abendmahlgemäldes von Leonardo da Vinci. Im Goldrahmen des Bildes wiederholt sich die Giebelkrönung des Altarprospekts. Das gotische Kruzifix auf dem Altar ist umrahmt von zwei gusseisernen Leuchtern.
Heute wird meist vom Ambo aus gepredigt, der auf der rechten Seite vor dem Altar steht.

### Orgel
Die auf der Westempore befindliche Orgel wurde 1850 von Eduard Meyer erbaut. Sie verfügt über 16 Register, verteilt auf zwei Manuale und Pedal. Eine Restaurierung erfolgte 1984 durch Martin Haspelmath aus Walsrode und  2010 durch die Firma Orgelbau Jörg Bente.

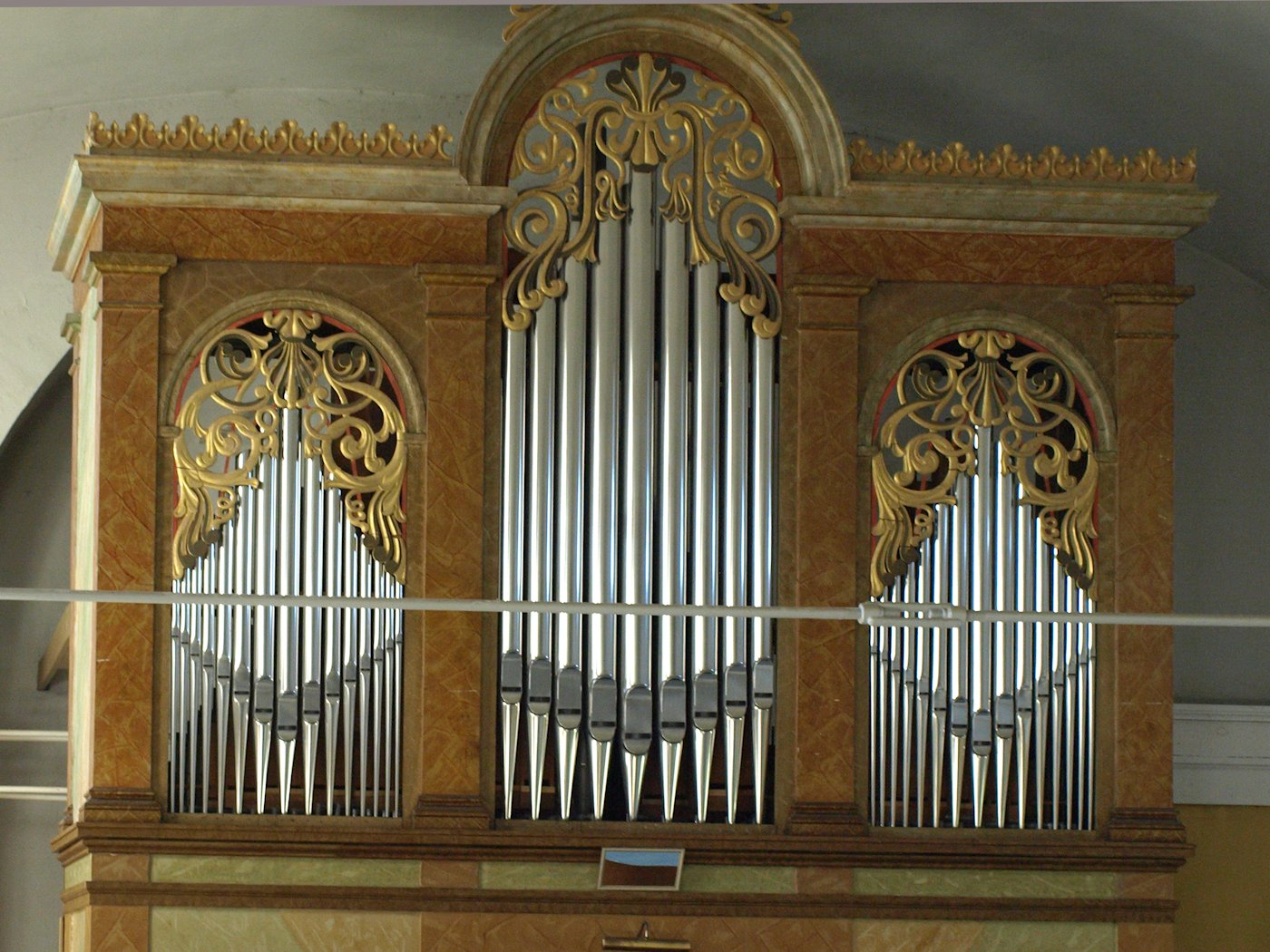
Orgel

| I Hauptwerk C–g3 |            |     |
| 1.               | Principal  | 8′  |
| 2.               | Bordun     | 16′ |
| 3.               | Rohrflöte  | 8′  |
| 4.               | Quintatön  | 8′  |
| 5.               | Octave     | 4′  |
| 6.               | Spitzflöte | 4′  |
| 7.               | Octave     | 2′  |
| 8.               | Mixtur IV  |     |

| II Nebenwerk C–g3 |           |    |
| 9.                | Octave    | 8′ |
| 10.               | Gedact    | 8′ |
| 11.               | Rohrflöte | 4′ |
| 12.               | Waldflöte | 2′ |

| Pedal C–f1 |           |     |
| 13.        | Subbass   | 16′ |
| 14.        | Octavbass | 8′  |
| 15.        | Octavbass | 4′  |
| 16.        | Posaune   | 16′ |

- Koppeln: II/I